# Onufry Wilkanowski
Onufry Wilkanowski herbu Lis – łowczy łęczycki w latach 1781–1793, miecznik inowłodzki w latach 178-1781, konsyliarz powiatu brzezińskiego w konfederacji targowickiej w 1792 roku.
W 1764 roku był elektorem Stanisława Augusta Poniatowskiego z województwa łęczyckiego.